# Kak stat' sčastlivym
Kak stat' sčastlivym (Как стать счастливым) è un film del 1986 diretto da Julij Stepanovič Čuljukin.

## Trama
Il film racconta di un uomo di nome Goša, che incontrò un vecchio che si definiva un inventore e predisse la carriera di Goša come clown, ma non ci credette e divenne un giornalista.